# 密着! ドバイ国際空港
密着！ドバイ国際空港（みっちゃくドバイこくさいくうこう）は、ナショナルジオグラフィックチャンネルで放送されているドキュメンタリー番組である。制作はArrow Media。
原題は『Ultimate Airport Dubai』
経済成長著しい中東の都市国家ドバイ。その玄関口として6大陸270都市と結ばれているドバイ国際空港。平均92秒に1便が離着陸し、とりわけ混雑を極める夜間には1時間に52便、7000人がこの空港を利用する。24時間365日、9万人のスタッフが支える巨大国際空港の真の姿と、その舞台裏で繰り広げられるリアルな人間模様に密着する番組。1話60分、全10話シリーズ。
本稿では続編である、『密着！ドバイ国際空港2』と『密着！ドバイ国際空港3』についても扱う。

## エピソード

### Series1 (2013)
| 放送回 | タイトル（原題）                                           | 日本放送日    |
| ------ | ---------------------------------------------------------- | ------------- |
| 1      | 世界ナンバーワン空港を目指せ! （Billion Dollar Concourse） | 2014年1月20日 |
| 2      | 第一関門：運用テスト （The Hard Shift）                    | 2014年1月20日 |
| 3      | 遅れを回避せよ （Lost Cargo）                              | 2014年1月20日 |
| 4      | 一難去ってまた一難 （Crystal Customs）                     | 2014年1月27日 |
| 5      | ゲート表示切り替え大作戦 （Domino Effect）                 | 2014年1月27日 |
| 6      | 乗り遅れた乗客たち （Stranded）                            | 2014年1月27日 |
| 7      | 差し迫る VIPの到着 （Holiday on Delay）                    | 2014年2月3日  |
| 8      | 欠航便でトラブル発生 （Missing Passenger）                 | 2014年2月3日  |
| 9      | 定時運航への挑戦 （Ring the Alarm）                        | 2014年2月3日  |
| 10     | 黄金をドバイ土産に （Dangerous Debris）                    | 2014年2月10日 |

### Series2 (2014)
| 放送回 | タイトル（原題）                                   | 日本放送日    |
| ------ | -------------------------------------------------- | ------------- |
| 1      | 緊急着陸に備えよ （Snakes）                        | 2015年2月23日 |
| 2      | サッカーの神 来訪 （Firefighters）                 | 2015年2月24日 |
| 3      | 大量のヘロイン押収 （Customs Officers）            | 2015年2月25日 |
| 4      | 乗り継ぎパニック （Crystal Meth）                  | 2015年2月26日 |
| 5      | 1時間で修理せよ （Faulty Planes）                  | 2015年2月27日 |
| 6      | 迅速な判断とチームワーク （Airport Emergency）     | 2015年3月2日  |
| 7      | 偽造パスポート （A380 Maintenance）                | 2015年3月3日  |
| 8      | 過酷なパイロット・トレーニング （Cocaine Customs） | 2015年3月4日  |
| 9      | 密輸ダイヤモンド （Racehorses）                    | 2015年3月5日  |
| 10     | 飛び立て新米パイロット （Aircraft Makeover）       | 2015年3月6日  |

### Series3 (2015)
| 放送回 | タイトル（原題）                 | 日本放送日     |
| ------ | -------------------------------- | -------------- |
| 1      | ドローン侵入                     | 2015年12月6日  |
| 2      | 71人の怒れる乗客                 | 2015年12月13日 |
| 3      | クリスマス直前のエンジントラブル | 2015年12月20日 |
| 4      | 生か死か                         | 2015年12月27日 |
| 5      | 雨と時間との戦い                 | 2016年1月10日  |
| 6      | ミスの連鎖                       | 2016年1月17日  |
| 7      | コンコースの猛煙                 | 2016年1月24日  |
| 8      | エボラの恐怖                     | 2016年1月31日  |
| 9      | テストを成功させろ               | 2016年2月7日   |
| 10     | 運命の日                         | 2016年2月14日  |